# Roques, Gers
Roques (cũng viết là Roques-du-Gers) là một xã thuộc tỉnh Gers trong vùng Occitanie tây nam nước Pháp. Xã này có độ cao trung bình 210 mét trên mực nước biển.